# Лорман (лунный кратер)
Кратер Лорман (лат. Lohrmann) — крупный древний ударный кратер в западной экваториальной области видимой стороны Луны, лунный экватор проходит через северную часть его вала. Название присвоено в честь саксонского картографа, астронома и метеоролога Вильгельма Готхельфа Лормана (1796—1840) и утверждено Международным астрономическим союзом в 1935 г. Образование кратера относится к нектарскому периоду.

## Описание кратера
Ближайшими соседями кратера являются кратер Риччоли на западе-юго-западе; кратер Гедин на западе-северо-западе; кратер Гевелий на севере; кратер Дамуазо на юго-востоке и кратер Гримальди на юге. На северо-западе от кратера находятся борозды Гевелия; на востоке лежит Океан Бурь. Селенографические координаты центра кратера 0°26′ ю. ш. 67°23′ з. д. / 0,44° ю. ш. 67,38° з. д., диаметр 31,3 км, глубина 1,31 км.
Кратер Лорман имеет полигональную форму и умеренно разрушен. Вал несколько сглажен, в северо-восточной части перекрыт цепочкой из трех кратеров. Внутренний склон вала узкий и гладкий. Высота вала над окружающей местностью достигает 920 м, объем кратера составляет около 610 км³. Западная часть чаши покрыта холмами и отмечена одиночным кратером, восточная часть сравнительно ровная, испещрена множеством мелких кратеров.

## Сателлитные кратеры
| Лорман | Координаты                                          | Диаметр, км |
| ------ | --------------------------------------------------- | ----------- |
| A      | 0°45′ ю. ш. 62°47′ з. д. / 0,75° ю. ш. 62,78° з. д. | 11,9        |
| B      | 0°45′ ю. ш. 69°32′ з. д. / 0,75° ю. ш. 69,54° з. д. | 13,6        |
| D      | 0°08′ ю. ш. 65°16′ з. д. / 0,14° ю. ш. 65,27° з. д. | 10,3        |
| E      | 1°46′ ю. ш. 67°35′ з. д. / 1,76° ю. ш. 67,59° з. д. | 9,4         |
| F      | 1°23′ ю. ш. 69°14′ з. д. / 1,39° ю. ш. 69,23° з. д. | 10,5        |
| M      | 0°29′ ю. ш. 69°00′ з. д. / 0,48° ю. ш. 69° з. д.    | 7,2         |
| N      | 0°36′ ю. ш. 70°11′ з. д. / 0,6° ю. ш. 70,19° з. д.  | 7,7         |

- Сателлитный кратер Лорман A включен в список кратеров с яркой системой лучей Ассоциации лунной и планетарной астрономии (ALPO)[5].

- Сателлитный кратер Лорман A относится к числу кратеров, в которых зарегистрированы температурные аномалии во время затмений. Объясняется это тем, что подобные кратеры имеют небольшой возраст и скалы не успели покрыться реголитом, оказывающим термоизолирующее действие.

## См.также
- Список кратеров на Луне
- Лунный кратер
- Морфологический каталог кратеров Луны
- Планетная номенклатура
- Селенография
- Минералогия Луны
- Геология Луны
- Поздняя тяжёлая бомбардировка